# 細毫筆螺
細毫筆螺（学名：Nebularia suturata）为筆螺科圓筆螺屬下的一个种。